# Diouloulou
Diouloulou – miasto w Senegalu, w regionie Ziguinchor.